# Kawasaki Superbike Challenge
Kawasaki Superbike Challenge (conhecido na Europa como Kawasaki Superbikes) é um jogo eletrônico de corrida multiplataforma onde o jogador assume o papel de um piloto de fábrica da Kawasaki em uma série de corrida fictícia sem nome.

## Descrição
Kawasaki Superbike Challenge é um jogo de corrida de motos que utiliza o mesmo motor do jogo de F1 do Mega Drive. Inclui 14 pistas de corrida de comprimento padrão, além da corrida de resistência de 8 horas de Suzuka, disponível nos modos de treino e de Campeonato. O jogo não é licenciado (exceto pela Kawasaki), então todos os pilotos e equipes são fictícios.
O jogo tem mais objetos de estrada poligonais que o F1, e ainda há um modo Turbo, permitindo uma corrida mais rápida à custa de alguns detalhes. Os jogadores têm a capacidade de ligar ou desligar o tempo (em dias de chuva os gráficos são mais escuros e a moto tem menos tração). O número de voltas em cada curso pode ser 5, 10 ou 15 e existem quatro níveis de habilidade. Algumas mudanças foram feitas na forma como o veículo manobra, para enfatizar a mudança de carros para motos.

## Recepção
Analisando a versão de Mega Drive, A GamePro elogiou as inúmeras opções, controles responsivos, pistas complexas e desafio equilibrado com "variedade suficiente para atender todos os níveis de habilidade", mas criticou as paisagens indefinidas, polígonos "quadrados" e falta de efeitos visuais para acentuar o ação. Eles aprovaram mais sinceramente a versão Game Gear, aplaudindo os gráficos, o ritmo acelerado, o modo para dois jogadores e, mais particularmente, os numerosos modos e opções de personalização, concluindo que "as corridas em portáteis não são muito melhores do que isso".
Um crítico da Next Generation criticou a versão do Super Nintendo, principalmente pela falta de sensação de velocidade. Ele observou ainda que os blocos de "polígonos planos sombreados" pontuam os lados da estrada, o que só serve para confundir em vez de decorar, a perspectiva de "primeira pessoa" oculta a estrada com eficácia, e você poderia até descrever o controle como lento, exceto que a lentidão não é forte o suficiente." Ele deu uma de cinco estrelas.
A Next Generation analisou a versão de Mega Drive do jogo, classificando-a com duas estrelas de cinco, e afirmou que "eventualmente as corridas redundantes e mundanas e a falta de traços de caráter nos motociclistas tornam este jogo desinteressante".